# Epilobium pallidiflorum
Epilobium pallidiflorum är en dunörtsväxtart som beskrevs av Soland. och Allan Cunningham. Epilobium pallidiflorum ingår i släktet dunörter, och familjen dunörtsväxter. Inga underarter finns listade i Catalogue of Life.